# Méthode de Copeland
La méthode de Copeland ou méthode d'agrégation par paires de Copeland est une méthode de Condorcet, dans laquelle les candidats sont classés par le nombre de victoires par paires, moins le nombre de défaites par paires. 
La méthode, qui satisfait le critère de Smith, a été inventée par Ramon Llull dans son traité Ars Electionis de 1299, mais sa forme ne comptait que les victoires par paires et non les défaites (ce qui pourrait conduire à un résultat différent en cas d'égalité par paires).  